# Генерал от артиллерии
Генерал от артиллерии
 Русской армии

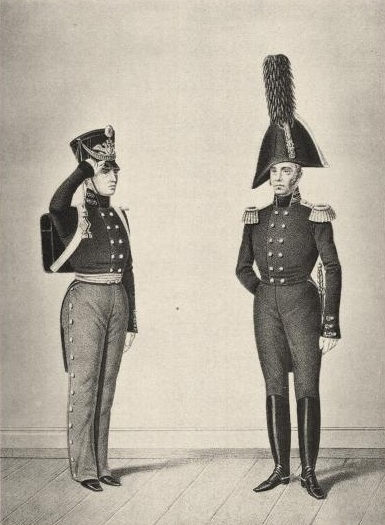
Обер-офицер и Генерал Гвардейской Пешей Артиллерии, 1808—1809.

Генера́л от артилле́рии — военный чин в Российской империи и воинское звание в некоторых других странах.

## Западная Европа
Воинское звание ряда европейских армий, производное от должности генерал-фельдцейхмейстера: в императорской армии именовался фельдцейхмейстером. Позже звание появилось в других европейских странах.

### Германия
«Генерал от артиллерии»
Генерал артиллерии (нем. General der Artillerie) — воинское звание генеральского состава в Вооруженных силах Германии (вермахт).
В вермахте звание генерала артиллерии находилось по старшинству между генерал-лейтенантом и генерал-полковником.
Это звание правильнее называть «генерал рода войск», потому что оно приравнивалось к чинам, то есть воинское звание определённой воинской должности:
Хеер
- генерал артиллерии (нем. General der Artillerier)
- генерал пехоты (нем. General der Infantrie)
- генерал горных войск (нем. General der Gebirgstruppe)
- генерал кавалерии (нем. General der Kavallerie)
- генерал войск связи (нем. General der Nachrichtentruppe)
- генерал инженерных войск (нем. General der Pioniertruppe)
- генерал обер-штабсарцт (нем. Generaloberstabsarzt)
- генерал танковых войск (нем. General der Panzertruppe)

Люфтваффе
- генерал парашютных войск (нем. General der Fallschirmtruppe)
- генерал зенитных войск (нем. General der Flakartillerie)
- генерал авиации (нем. General der Flieger)
- генерал войск связи авиации[англ.] (нем. General der Luftnachrichtentruppe)
- генерал люфтваффе[англ.] (нем. General der Luftwaffe)

В нацистской Германии звание генерала артиллерии стояло ниже звания генерал-фельдмаршала и генерал-полковника и выше генерал-лейтенанта. Немецкий генерал артиллерии обычно командовал армейским корпусом или военным округом.

## Россия

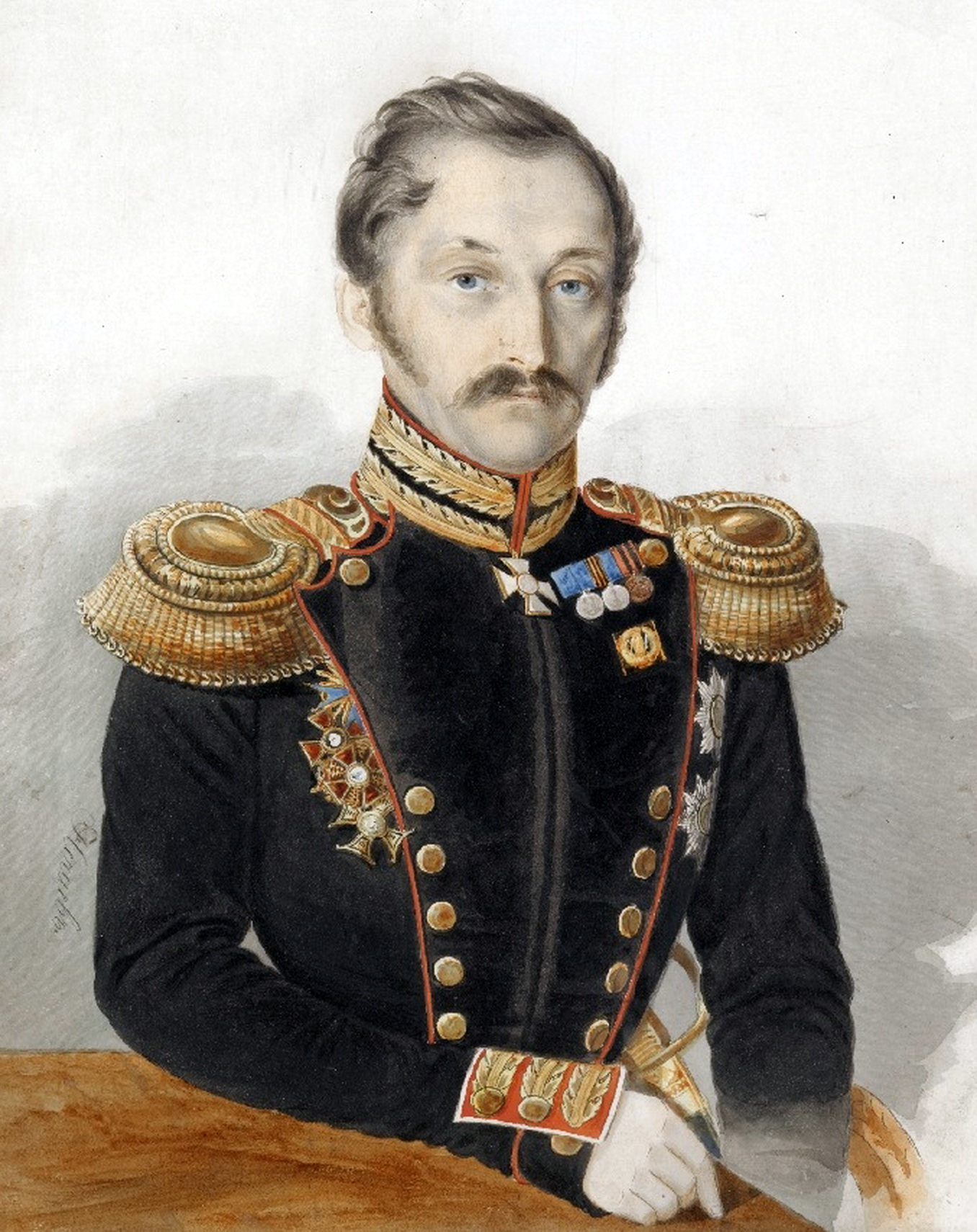
Д. А. Герштенцвейг, Генера́л от артилле́рии

Чин введён Петром I. Первый в истории России генерал-фельдцейхмейстер — Александр Арчилович Имеретинский (1699).
Высший генеральский чин в артиллерии как роде войск русской армии. Начальник российской артиллерии именовался генерал-фельдцейхмейстером.
По вступлении на престол императора Павла I в 1796 году звание/должность генерал-фельдцейхмейстера было упразднено и заменено должностью инспектора всей артиллерии. Эту должность в том же 1796 году занял П. И. Мелиссино, получивший чин генерала от артиллерии (29 ноября 1796 года), который соответствовал II классу Табели о рангах.
Генерал от артиллерии по должности мог быть генерал-инспектором артиллерии, командующим войсками военного округа, руководить крупными воинскими соединениями (корпусом) и объединениями (армией, фронтом).
На территории Петроградского военного округа чин прекратил существование с 3 (16) декабря 1917 года на основании приказа по округу.
В армейских частях на остальной территории Российской республики, подконтрольной Совнаркому, чин прекратил существование с 17 (30) декабря 1917 года — даты вступления в силу принятого Совнаркомом «Декрета об уравнении всех военнослужащих в правах».
В современном значении — генерал-полковник (в 1940—1984 гг. в РККА и Советской армии существовало звание генерал-полковник артиллерии).